# Carbenicilina
La carbenicilina es el nombre de un antibiótico que pertenece al grupo de las carboxipenicilinas, uno de los subgrupos de las penicilinas. Tiene cobertura para las bacterias Gram negativas, incluyendo a la Pseudomonas aeruginosa, pero tiene acción limitada en contra de bacterias Gram positivas. 
Fue descubierta por científicos de la compañía inglesa Beecham y vendida como Pyopen.
Las carboxipenicilinas son susceptibles a la degradación por las enzimas betalactamasas producidas por ciertas bacterias, pero tienden a ser más resistentes a la degradación que la ampicilina. Se indica en medicina humana para tratar infecciones urinarias y de la glándula prostática.

## Farmacología
La carbenicilina es sensible a medios con un pH ácido, es muy soluble en agua y las preparaciones líquidas son de corta duración. La molécula es un análogo semi-sintético de la penicilina de ocurrencia natural. En la biología molecular, la carbenicilina puede tener preferencia porque sus productos de degradación son menos tóxicos que antibióticos análogos como la ampicilina.
Por lo general se administra como una sal sódica a dosis de 1 a 2 gramos por vía intramuscular o bien a dosis de 1 a 5 g en terapia intravenosa. A concentraciones mayores, puede aumentar la concentración de sodio en el plasma sanguíneo, creando retención de fluidos y trastornos plaquetarios.